# Kemnitz
Kemnitz – miejscowość i gmina w Niemczech, w kraju związkowym Meklemburgia-Pomorze Przednie, w powiecie Vorpommern-Greifswald, wchodzi w skład Związku Gmin Lubmin.

## Toponimia
Nazwa, poświadczona w 1207 roku w formie Kaminicez, ma pochodzenie słowiańskie, od słowa „kamień”. Forma polska – Kamienica.